# Трубицын, Валерий Петрович
Валерий Петрович Трубицын (род. 5 сентября 1930, Ленинград) — советский и российский физик и геофизик, член-корреспондент РАН (2000), лауреат премии имени О. Ю. Шмидта (1980).

## Биография
Родился 5 сентября 1930 года в Ленинграде в семье шофёра, впоследствии директора завода.
В 1932 году семья переехала Москву
В 1948 году окончил школу с золотой медалью.
В 1948—1953 годах учился на кафедре теоретической ядерной физики физического факультета МГУ.
С 1954 года — работает в Институте физики Земли имени О. Ю. Шмидта РАН, сначала аспирантом, а затем научным сотрудником, с 1983 года — заведующий лабораторией теоретической геодинамики.
В 1963 году — защитил кандидатскую. Построил теорию металлических фазовых переходов и теоретически показал, что для превращения окислов мантийного вещества в металл необходимы давления в десятки миллионов бар и поэтому ядро Земли не может состоять из металлизованных силикатов, как в то время предполагалось.
в 1971 году — защитил докторскую диссертацию по теме «Физика Юпитера». Установил, что Юпитер — газожидкая планета, а не твердая ледяная, как ранее полагалось. Концепция газожидкого состояния всех планет-гигантов (включающая модели их внутреннего строения), разработанная совместно с В. Н. Жарковым и сотрудниками, была подтверждена при пролетах американских космических аппаратов и в настоящее время стала общепризнанной.
В 1986 году — присвоено учёное звание профессора. В работах с его аспирантами построена новая теория конвективного тепло-массопереноса в мантии и магматических камерах с осаждением кристаллов. Эта теория обобщает классическую теорию Рэлея-Тейлора и используется для количественного описания процессов гетерогенной дифференциации вещества в поле тяжести.
На основе математического моделирования разработал основы новой тектонической теории — тектоники плавающих континентов. Эта теория объединяет идеи А. Вегенера (1880—1930) о плавающих континентах и теорию тектоники океанической литосферы, так как учитывает все тепловые и механические взаимодействия континентов с вязкой мантией и океанической литосферой, «примерзающей» к континентам на пассивных окраинах и погружающуюся в мантию на их активных окраинах.
В 2000 году был избран членом-корреспондентом РАН.

## Награды, премии и звания
- 1980 — Премия имени О. Ю. Шмидта (совместно с В. Н. Жарковым, за 1980 год) — за серию работ по теме «Физика земных и планетных недр»
- 1999 — Заслуженный деятель науки Российской Федерации